# Atarfe

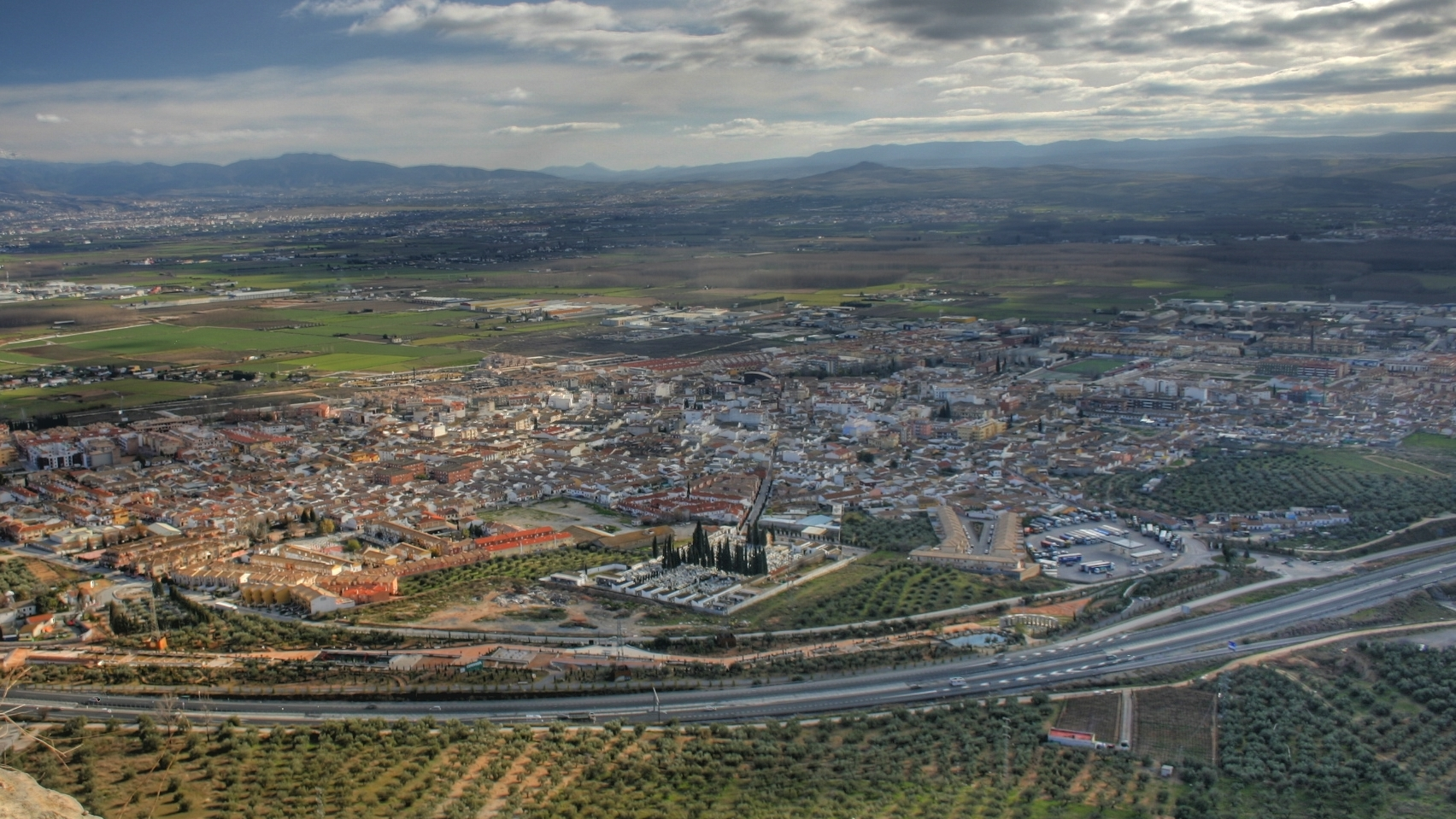
Atarfe (2010)

Atarfe ist ein Ort bei Granada in der südspanischen Provinz Granada in der Autonomen Region (Andalusien).

## Etymologie
Die Etymologie des Ortsnamens ist nicht abschließend geklärt, jedoch sind sich alle damit befassten Toponomasten darin einig, dass der Ortsname der maurischen Epoche entstammt.

## Geographie
Mit knapp 16.000 Einwohnern ist Atarfe die zwölftgrößte Gemeinde der Provinz Granada. Atarfe gehört zur Comarca Vega de Granada und liegt am Fuße der Sierra Elvira, eines Ausläufers der Sierras Subbéticas (Cerro de los Cigarrones). Südlich der Stadt fließt der Genil. Die nächstangrenzenden Städte sind (in alphabetischer Reihenfolge) Albolote, Colomera, Granada, Maracena, Moclín, Pinos Puente und Santa Fe.

### Verkehrsanbindung
Atarfe wird von der Autovía A-92 gestreift, an der auch – im Stadtgebiet von Santa Fe – der Flughafen Granada-Jaén liegt und die sich im Nachbarort Albolote mit der Autovía A-44 kreuzt.
Die Eisenbahnlinien Málaga-Granada und Algeciras-Granada führen durch die Stadt.

### Wirtschaft
Die landwirtschaftlichen Produkte Atarfes bestehen zum Teil aus Oliven und Olivenprodukten aus den höher gelegenen Regionen, in der Vega wird nach wie vor Tabak angebaut.
In Sierra Elvira wird in Steinbrüchen Marmor abgebaut.

## Geschichte
In dem Ortsteil Sierra Elvira bzw. Baños de Sierra Elvira befinden sich die Ruinen einer zunächst römischen und später maurischen Stadt, die derzeit von dem Team um den Professor für Materialkultur und Mittelalterarchäologie Antonio Malpica Cuello untersucht werden. Mit den Ausführungen des letzten Zīrīdenkönigs von Granada ʿAbdallāh ibn Buluggīn und dem Ortsnamen Elvira übereinstimmend vermuten die Mittelalterarchäologen hier das antike römisch-iberische Illiberis (bzw. das Municipium Florentinum Iliberitanum) bzw. das maurische Ilbīra, wohingegen die Althistoriker Granadas Illiberis/Ilbīra in Granada, genauer auf dem Albaicín vermuten.